# Campeonato Regional de Fútbol 2023 (Chile)
El Octagonal del Biobío 2023 fue la 23.º versión del Campeonato Regional de Futbol. Cuenta con la participación de 6 equipos de las regiones del Biobío, Araucanía y Maule que competirán en la Tercera División B de Chile 2023. Los clubes participantes son Naval, Lota Schwager, Imperial Unido, Mulchén Unido, Constitución Unido y Deportivo Pilmahue de Villarrica.
A pesar de contar con la participación de 6 equipos, se mantuvo como Octagonal del Biobío para generar cercanía con el público de la zona. Se juega en 2 fases de eliminación y con final a partido único.

## Sistema de campeonato

### Fase inicial
Los 6 equipos participantes formaron 3 emparejamientos a partido de ida y vuelta, el ganador de cada llave clasifica a la siguiente ronda, más el mejor perdedor.

### Fase final
Los 4 clasificados de la fase inicial se enfrentarán en llaves de partido único hasta la final.

## Equipos participantes

### Equipos por Región
| Equipos            | Región    | Ciudad         |
| ------------------ | --------- | -------------- |
| Constitución Unido | Maule     | Constitución   |
| Mulchén Unido      | Biobío    | Mulchén        |
| Naval              | Biobío    | Talcahuano     |
| Lota Schwager      | Biobío    | Coronel        |
| Imperial Unido     | Araucanía | Nueva Imperial |
| Pilmahue           | Araucanía | Villarrica     |

| Lota Schwager Mulchén Unido Naval |

### Información de equipos
| Equipo             | Ciudad         | Entrenador         | Estadio Principal         | Capacidad |
| Constitución Unido | Constitución   | Rubén Martínez     | Enrique Donn Müller       | 2.060     |
| Imperial Unido     | Nueva Imperial | John Bustamante    | El Alto de Nueva Imperial | 5.500     |
| Lota Schwager      | Coronel        | Renato Ramos       | Federico Schwager         | 4.000     |
| Mulchén Unido      | Mulchén        | Alejandro Saavedra | Fiscal de Mulchén         | 2.500     |
| Naval              | Talcahuano     | Alejandro Pérez    | El Morro                  | 7.200     |
| Pilmahue           | Villarrica     | Pablo Castro       | Matías Vidal              | 3.000     |

## Primera Fase
| Ronda preliminar       | Ronda preliminar | Ronda preliminar    | Ronda preliminar |        |
| Equipo 1               | Global           | Equipo 2            | Ida              | Vuelta |
| ---------------------- | ---------------- | ------------------- | ---------------- | ------ |
| Constitución Unido     | 2 - 4            | Naval de Talcahuano | 1 - 2            | 1 - 2  |
| Mulchén Unido‡         | 3 - 6            | Lota Schwager       | 3 - 2            | 0 - 4  |
| Pilmahue de Villarrica | 2 - 5            | Imperial Unido      | 1 - 1            | 1 - 4  |

‡ Avanza como mejor perdedor

## Fase Final
|  | Semifinales    | Semifinales    | Semifinales   |               |       | Final | Final | Final |  |
|  |                |                |               |               |       |       |       |       |  |
|  |                |                |               |               |       |       |       |       |  |
|  | Imperial Unido | Imperial Unido | 2             |               |       |       |       |       |  |
|  | Imperial Unido | Imperial Unido | 2             |               |       |       |       |       |  |
|  | Lota Schwager  | Lota Schwager  | 3             |               |       |       |       |       |  |
|  | Lota Schwager  | Lota Schwager  | 3             |               | Naval | Naval | 4     |       |  |
|  |                |                |               |               | Naval | Naval | 4     |       |  |
|  |                |                | Lota Schwager | Lota Schwager | 0     |       |       |       |  |
|  | Naval          | Naval          | Lota Schwager | Lota Schwager | 0     | 6     |       |       |  |
|  | Naval          | Naval          |               |               |       | 6     |       |       |  |
|  | Mulchén Unido  | Mulchén Unido  | 0             |               |       |       |       |       |  |
|  | Mulchén Unido  | Mulchén Unido  | 0             |               |       |       |       |       |  |
|  |                |                |               |               |       |       |       |       |  |

#### Resultados
|  | Imperial Unido | 2 - 3 | Lota Schwager |  | El Alto de Nueva Imperial | 4 de febrero | 20:00 |
|  | Naval          | 6 - 0 | Mulchén Unido |  | El Morro                  | 8 de febrero | 18:00 |

|  | Naval | 4 - 0 | Lota Schwager |  | El Morro | 22 de febrero | 16:00 |

## Campeón
|                         |
| Campeón Naval 9° título |
|                         |